# Larue Van Hook
Larue Van Hook (* 20. Januar 1877 in Illiopolis, Illinois; † 6. September 1953 in New York City, New York) war ein US-amerikanischer Klassischer Philologe.

## Leben
Er erwarb 1899 den A.B. an der University of Michigan und den Ph.D. 1904 an der University of Chicago. Er lehrte von 1931 bis 1942 als John Jay, Jr. Professor of the Greek and Latin Languages an der Columbia University.
1944 wurde Van Hook in die American Academy of Arts and Sciences gewählt.

## Schriften (Auswahl)
- The metaphorical terminology of Greek rhetoric and literary criticism. Chicago 1905.
- Greek Life and thought. A portrayal of greek civilization. New York 1923.
- Isocrates. In three volumes. Cambridge.
  - Band 1. 1991, ISBN 0-674-99231-8.
  - Band 2. 1992, ISBN 0-674-99252-0.
  - Band 3. 1986, ISBN 0-674-99411-6.